# Wesley (Maine)
Wesley és una població dels Estats Units a l'estat de Maine (EUA). Segons el cens del 2000 tenia 114 habitants.

## Demografia
Segons el cens del 2000, Wesley tenia 114 habitants, 51 habitatges, i 34 famílies. La densitat de població era de 0,9 habitants/km².
Dels 51 habitatges en un 27,5% hi vivien nens de menys de 18 anys, en un 52,9% hi vivien parelles casades, en un 9,8% dones solteres, i en un 33,3% no eren unitats familiars. En el 27,5% dels habitatges hi vivien persones soles el 9,8% de les quals corresponia a persones de 65 anys o més que vivien soles. El nombre mitjà de persones vivint en cada habitatge era de 2,24 i el nombre mitjà de persones que vivien en cada família era de 2,74.
Per edats la població es repartia de la següent manera: un 25,4% tenia menys de 18 anys, un 2,6% entre 18 i 24, un 23,7% entre 25 i 44, un 28,1% de 45 a 60 i un 20,2% 65 anys o més.
L'edat mediana era de 44 anys. Per cada 100 dones de 18 o més anys hi havia 97,7 homes.
La renda mediana per habitatge era de 21.667 $ i la renda mediana per família de 20.833 $. Els homes tenien una renda mediana de 21.750 $ mentre que les dones 23.750 $. La renda per capita de la població era d'11.314 $. Entorn del 34,4% de les famílies i el 38,5% de la població estaven per davall del llindar de pobresa.